# Lyman & Burnham
Lyman & Burnham war ein US-amerikanischer Hersteller von Automobilen.

## Unternehmensgeschichte
John Appleton Burnham war einer der Partner bei Binney & Burnham. Nach deren Auflösung gründete er 1903 mit dem Partner C. Frederick Lyman das neue Unternehmen. Der Sitz war in Boston in Massachusetts. 1903 begann die Produktion von Automobilen in Zusammenarbeit mit der Fore River Ship & Engine Company aus Quincy in Massachusetts. Der Markenname lautete Lyman & Burnham. 1905 endete die Produktion.
Insgesamt entstanden mindestens fünf Fahrzeuge, denn 1905 waren je nach Quelle fünf oder sieben Fahrzeuge dieser Marke in Massachusetts registriert.

## Fahrzeuge
Die Fahrzeuge hatten wassergekühlte Zweizylindermotoren. Sie leisteten je nach Ausführung 10 PS, 12 PS, 15 PS oder 24/26 PS. Die Motorleistung wurde über ein Zweiganggetriebe und eine Kardanwelle an die Hinterachse übertragen. Der Aufbau war ein offener Tonneau mit Hecktür und Platz für fünf Personen.